# Springer Lake
Springer Lake är en sjö i Kanada.   Den ligger i provinsen Manitoba, i den sydöstra delen av landet, 1 600 km väster om huvudstaden Ottawa. Springer Lake ligger 318 meter över havet. Arean är 1,3 kvadratkilometer. Den ligger vid sjön Kinsley Lake. Den sträcker sig 2,5 kilometer i nord-sydlig riktning, och 1,7 kilometer i öst-västlig riktning.
I omgivningarna runt Springer Lake växer i huvudsak blandskog. Trakten runt Springer Lake är nära nog obefolkad, med mindre än två invånare per kvadratkilometer.